# Australian Open 1997
L'Australian Open 1997 è stata la 85ª edizione dell'Australian Open e prima prova stagionale dello Slam per il 1997. Si è disputato dal 13 al 26 gennaio 1997 sui campi in cemento del Melbourne Park di Melbourne in Australia.

## Risultati

### Singolare maschile
Pete Sampras ha battuto in finale  Carlos Moyá con il punteggio di 6–2, 6–3, 6–3

### Singolare femminile
Martina Hingis ha battuto in finale  Mary Pierce con il punteggio di 6–2, 6–2

### Doppio maschile
Todd Woodbridge /  Mark Woodforde hanno battuto in finale  Sébastien Lareau /  Alex O'Brien con il punteggio di 4–6, 7–5, 7–5, 6–3

### Doppio femminile
Martina Hingis /  Nataša Zvereva hanno battuto in finale  Lindsay Davenport /  Lisa Raymond con il punteggio di 6–2, 6–2

### Doppio misto
Manon Bollegraf /  Rick Leach hanno battuto in finale  Larisa Neiland /  John-Laffnie de Jager con il punteggio di 6–3, 6(5)–7, 7–5

## Junior

### Singolare ragazzi
Daniel Elsner ha battuto in finale  Westley Whitehouse con il punteggio di 7–6, 6–2

### Singolare ragazze
Mirjana Lučić-Baroni ha battuto in finale  Marlene Weingärtner con il punteggio di 6–2, 6–2

### Doppio ragazzi
David Sherwood /  James Trotman hanno battuto in finale  Jaco van der Westhuizen /  Wesley Whitehouse con il punteggio di 7–6, 6–3

### Doppio ragazze
Mirjana Lučić /  Jasmin Wöhr hanno battuto in finale  Cho Yoon-jeong /  Shiho Hisamatsu con il punteggio di 6–2, 6–2

## Leggende
Peter McNamara /  Fred Stolle hanno battuto in finale  Mark Edmondson /  Ken Rosewall con il punteggio di 6–4, 6–4